# دار أحمد النائب الأنصاري للوثائق والمعلومات التاريخية
دار أحمد النائب الأنصاري للوثائق و المعلومات التاريخية هي أرشيف خاص بالوثائق و المخطوطات التي تخص مدينة اطرابلس خصوصا و ليبيا عموما تقع داخل المدينة القديمة

## موقعها الجغرافي
تقع الدار في شارع الأكواش بالحارة الكبيرة بـ المدينة القديمة طرابلس شمال المدخل المواجه لـ قوس ماركوس أوريليوس و جنوب شارع جميل القاضي حيث كان المكان يمثل المدرسة اليهودية بـ طرابلس أو ( دار صلاة السروسي ) حيث تم هجر المكان سنة 1967

## تحوير المبنى
بعد أن تم هجر المكان سنة 1967 و في إطار إهتمام مشروع تنظيم و إدارة المدينة القديمة بالتراث الحضاري لمدينة طرابلس فقد تم ترميم المبنى و صيانته في الفترة ما بين ( 1990 - 1994 ) حيث تم إزالة اسقف الدور العلوي بسبب حالته السيئة و معالجة الشقوق و التشرخات في الجدران الجانبية للدورين الارضي و العلوي و قد حافظت عملية الترميم على الشكل الأصلي و التاريخي للمبنى 

## افتتاح الدار
تم افتتاح الدار يوم 27 أكتوبر 1994 و بدأت في استقبال الباحثين و الدارسين شهر ديسمبر 1994 حيث تحتوي الدار على 66838 وثيقة مصنفة حسب الموضوعات 

## الهيكل التنظيم للدار
تتبع الدار لقسم الشؤون الثقافية في إدارة التوثيق و الدراسات الإنسانية بجهاز أدارة المدينة القديمة اطرابلس 
أما الجهات التي تتبع الدار فهي :
- وحدة الدوريات
- وحدة الأرشيف السمعي و البصري
- وحدة التزويد
- وحدة الفهرسة و التصنيف

## قاعات الدار
الطابق الأرضي يحتوي على عدد ثلاث قاعات هي :
1. قاعة محمد بهجت القره مانللي للوثائق الإجتماعية و القضائية
2. قاعة علي منكوسة للوثائق الفنية
3. قاعة عرض الوثائق و المخطوطات

الطابق الأول يحتوي على عدد ثمان قاعات هي :
1. قاعة علي مصطفى المصراتي لرسائل الماجستير و الدكتوراة
2. قاعة عبد الوهاب عليوه للوسائل السمعية البصرية
3. قاعة علي الصادق حسنين للوثائق التعليمية
4. قاعة الهادي المشيرقي للوثائق الإقتصادية و التجارية
5. قاعة محمود بن موسى للدوريات
6. قاعة عمر الجنزوري للوثايق الدينية
7. قاعة فتحي محمد الخوجة للوثائق السياسية
8. قاعة محمد مسعود فشيكة للدراسات التاريخية و الهندسية